# 合輯
合輯（compilation album）是指將一位或多位歌手的音樂作品集合在同一張音樂專輯出版，這些曲目可能是之前已經發佈或從未發佈的。如果合輯中的音樂作品只來自一位或一組藝人，則又稱為精選輯或套裝。
如果這些錄音作品來自多位藝人，可能會有一個主題、類型或話題來將這些曲目連繫——比如一張致敬專輯。而當曲目來自同位藝人時，則可以被稱爲回顧專輯（retrospective album）或選集（anthology）。
合輯的發行常是行銷策略中的綁售的體現。